# Cephalops zululandicus
Cephalops zululandicus är en tvåvingeart som först beskrevs av Hardy 1949.  Cephalops zululandicus ingår i släktet Cephalops och familjen ögonflugor. Inga underarter finns listade i Catalogue of Life.